# امرباط (شبوة)

تعديل مصدري - تعديل

امرباط هي مدينة ومركز مديرية حطيب بمحافظة شبوة اليمنية، بلغ تعداد سكانها 2875 نسمة حسب الإحصاء الذي أجري عام 2004.